# Jennifer Baichwal
Jennifer Baichwal, née en 1965 à Montréal (Canada), est une réalisatrice, scénariste et productrice de documentaires canadienne.

## Filmographie

### Réalisatrice
- 1998 : Let It Come Down: The Life of Paul Bowles
- 1999 : The Holier it Gets
- 2002 : The True Meaning of Pictures: Shelby Lee Adams' Appalachia
- 2006 : Paysages manufacturés
- 2009 : Act of God
- 2012 : La Dette (Payback)
- 2013 : Watermark, l'empreinte de l'eau (en)
- 2017 : Long Time Running
- 2018 : Anthropocene: The Human Epoch

### Productrice
- 1998 : Let It Come Down: The Life of Paul Bowles
- 1999 : The Holier it Gets
- 2002 : The True Meaning of Pictures: Shelby Lee Adams' Appalachia
- 2006 : Paysages manufacturés
- 2009 : Act of God
- 2015 : Michael Shannon Michael Shannon John

### Scénariste
- 1999 : The Holier it Gets
- 2012 : La Dette (Payback)
- 2013 : Watermark, l'empreinte de l'eau (en)
- 2017 : Long Time Running
- 2018 : Anthropocene: The Human Epoch

## Récompenses et distinctions
- (en) Jennifer Baichwal: Awards, sur l'Internet Movie Database